# KULTer.hu
A KULTer.hu egy kortárs kulturális jelenségekkel foglalkozó, egyedi struktúrával működő internetes portál és szellemi műhely.

## Célkitűzései
Az oldal célja értelmezési stratégiákat kínálni a fiatalok sajátos szubkulturális tapasztalatainak megértéséhez, és ezeket a jelenségeket, kortárs áramlatokat az idősebb generációval is megismertetni, másrészt pedig szélesebb olvasóréteget a populáris kultúra jelenségeit elemző szövegek által juttatni közelebb a kultúra más régióihoz, például a minőségi irodalomhoz.

## Története
A KULTer.hu fantázianév egyszerre utal arra, hogy egy friss szellemiségű online kulturális térről van szó, és arra, hogy ez a tér a kultúra újraértelmezőinek, vagyis a „kulterek”-nek teremt információs felületet, azoknak tehát, akik a kultúrához értelmező módon közelítenek, próbálva felülvizsgálni a hagyományos sablonokat, pl. a magasművészet és a populáris kultúra kettősségének mítoszát. A portál elindításának ötlete, a lap neve és rovatstruktúrájának kidolgozása Áfra János (alapító főszerkesztő) és Barna Péter (alapító főszerkesztő-helyettes) nevéhez köthető, akik Herczeg Ákossal, Miklósvölgyi Zsolttal és Dabrowsky Ádámmal (alapító rovatszerkesztők) közösen 2010 tavaszán láttak munkához, a portál felületének technikai megtervezését pedig Braun Barna (munkatárs) valósította meg. A nonprofit működő lap 2010. augusztus 30-án hivatalosan is megnyílt. A Debreceni Egyetem vonzáskörzetéből induló, de többek közt az ELTE, a PPKE, a PTE és a SZTE hallgatóit és doktoranduszait is kezdettől foglalkoztató oldal munkájába Kovács Judit programszerkesztőként kapcsolódott be. 2010 októberében Miklósvölgyi Zsolttól a popKULT rovat szerkesztését Dunai Tamás, 2011 májusában Dabrowsky Ádámtól a vizuálKULT rovat szerkesztését Vass Norbert vette át, Braun Barna helyére pedig munkatársként Papp Sándor került. 2020 szeptemberétől az új főszerkesztő Váradi Nagy Péter, a felelős szerkesztő Juhász Tibor lett, utóbbit 2022-ben Pótor Barnabás váltotta. A vizuálKULT rovatot Berényi Csaba, a popKULT rovatot Somogyi Gyula, a litKULT rovatot Urbán Andrea, a szépirodalmit Endrey-Nagy Ágoston, a KULThírek rovatot pedig Petneházi Erzsébet szerkeszti. 

## Szerkezete
A rovatstruktúra könnyen áttekinthető, mégis egyedi arculatot kölcsönöz az oldalnak. A felületen a „litKULT” (könyvkritika, szemle, tudósítás, műhely, interjú), a „vizuálKULT” (film, sorozat, színház, divat, kiállítás, képregény, videóklip-kritika, design, építészet, interjú), a „popKULT” (szubkultúra, partykritika, kocsmakritika, étteremkritika, zene, tánc, koncert, fesztivál, interjú, PC-játék, médiakritika) és a „szépirodalom” (vers, kispróza, regényrészlet, tárca, vizuális költemény, műfordítás) váltak a meghatározó gyűjtőfogalmakká. A négy fő rovat mellett a napi szinten frissülő „KULThírek” menüponton lehet tájékozódni a legújabb kulturális hírekről. 

## A KULTer.hu mint műhely
Az ismertebb alkotók mellett az oldal kezdettől fontos céljának tekinti a tehetséggondozást, így sokaknak biztosít lehetőséget első publikációk megjelentetésére. Az oldal nem egyszerű gyűjtőfelület, hanem országhatárokat átívelő, politikamentes alkotói-kritikusi műhelyként működik, célja a minőségi tartalomszolgáltatás, épp ezért gyakran a folyóiratokban olvasható interjúk, tanulmányok és kritikák terjedelmét és nyelvezetét idéző szövegek is feltűnnek itt. Ennek köszönhető, hogy az oldal szövegeinek adataival egyre gyakrabban találkozhatunk nyomtatott irodalmi periodikák lábjegyzeteiben, és a KULTer.hu a 2012-es Szép versekbe is beválogattak szövegeket. 2014-ben először kritikusi-szerkesztői gyakornoki programot is hirdetett a portál.

## A közösség rendezvényei
A KULTer.hu csapata 2012-től rendhagyó és nagy érdeklődésre számot tartó kulturális-irodalmi rendezvényeket is szervez. A József Attila Körrel közösen megvalósított KULTOK (KULTműhelyek Országos Konferenciája) például Magyarországon elsőként adott lehetőséget arra, hogy a hazai felsőoktatási intézményekhez kapcsolódó irodalmi és kulturális műhelyek (mintegy 15 műhely) tagjai közösen vitassák meg, melyek is lehetnek pontosan a mértékadó értékek az online- és offline közösségiségre egyaránt építő kulturális szférában. A debreceni Campus Fesztiválon 2012-ben pedig elsőként a KULTer.hu Irodalmi Sátor teremtett lehetőséget a fesztiválozóknak a bensőségesebb szellemi igények kielégítésére. A sátor elsősorban kortárs magyar irodalommal, a vizuális kultúra és a zene irányába való átjárási lehetőségeket kutató programokkal szórakoztatta vendégeit, és nyugodtan mondhatjuk, hogy az ország talán leglátogatottabb irodalmi sátras programját állította össze.